# Francesco Acquaroli
Francesco Acquaroli (ur. 25 września 1974 w Maceracie) – włoski polityk i samorządowiec, parlamentarzysta, w latach 2014–2018 burmistrz Potenza Picena, od 2020 prezydent regionu Marche.

## Życiorys
Studiował ekonomię i zarządzanie w biznesie na Uniwersytecie w Maceracie, pracował następnie jako konsultant finansowy. Należał do Sojuszu Narodowego. W kadencjach 1999–2004 i 2009–2014 zasiadał w radzie miejskiej Potenza Picena, w 2009 był kandydatem centroprawicowej koalicji na burmistrza tej miejscowości. W 2010 wybrany radnym regionu Marche z listy Ludu Wolności, w trakcie kadencji przeszedł do ugrupowania Bracia Włosi. W 2014 wybrano go burmistrzem Potenza Picena. Rok później po raz pierwszy ubiegał się o fotel prezydenta Marche, zajmując trzecie miejsce. Zrezygnował z funkcji burmistrza przed końcem kadencji w 2018, gdy dostał się do Izby Deputowanych. W 2019 bez powodzenia kandydował do Parlamentu Europejskiego.
W czerwcu 2020 ogłoszono go kandydatem na prezydenta Marche z ramienia koalicji Braci Włochów, Ligi, Forza Italia i lokalnych partii centroprawicowych. Po wygranym głosowaniu 30 września tegoż roku objął stanowisko prezydenta (jako pierwszy kandydat prawicy od 1995, kiedy to wprowadzono wybory bezpośrednie).

## Życie prywatne
Od 2013 żonaty z Lucią Appignanesi.